# اکارنارسپور
اکارنارسپور (به انگلیسی: Acharnarsapur) در هند است که در کارناتاکا واقع شده‌است.